# 1972年ミュンヘンオリンピックのボクシング競技
1972年ミュンヘンオリンピックのボクシング競技（1972ねんミュンヘンオリンピックのボクシングきょうぎ）は、男子のみ11階級で行われた。

## 競技結果
| 階級                          | 金                                            | 銀                                          | 銅                                              |
| ----------------------------- | --------------------------------------------- | ------------------------------------------- | ----------------------------------------------- |
| ライトフライ級 （48kg）       | ジェルジ・ゲドー ハンガリー (HUN)             | キム・ウージル 北朝鮮 (PRK)                 | ラルフ・エヴァンス イギリス (GBR)               |
| ライトフライ級 （48kg）       | ジェルジ・ゲドー ハンガリー (HUN)             | キム・ウージル 北朝鮮 (PRK)                 | エンリケ・ロドリゲス スペイン (ESP)             |
| フライ級 （51kg）             | ジョルジ・コスタディノフ ブルガリア (BUL)     | レオ・ルワブウォゴ ウガンダ (UGA)           | レセック・ブラシンスキ ポーランド (POL)         |
| フライ級 （51kg）             | ジョルジ・コスタディノフ ブルガリア (BUL)     | レオ・ルワブウォゴ ウガンダ (UGA)           | ダグラス・ロドリゲス キューバ (CUB)             |
| バンタム級 （54kg）           | オーランド・マルチネス キューバ (CUB)         | アルフォンソ・サモラ メキシコ (MEX)         | リカルド・カレラス アメリカ合衆国 (USA)         |
| バンタム級 （54kg）           | オーランド・マルチネス キューバ (CUB)         | アルフォンソ・サモラ メキシコ (MEX)         | ジョージ・ターピン イギリス (GBR)               |
| フェザー級 （57kg）           | ボリス・クズネツォフ ソビエト連邦 (URS)       | フィリップ・ワルインゲ ケニア (KEN)         | アンドラス・ボトス ハンガリー (HUN)             |
| フェザー級 （57kg）           | ボリス・クズネツォフ ソビエト連邦 (URS)       | フィリップ・ワルインゲ ケニア (KEN)         | クレメンテ・ロハス コロンビア (COL)             |
| ライト級 （60kg）             | ヤン・シュチェパンスキー ポーランド (POL)     | ラズロ・オルバン ハンガリー (HUN)           | サミュエル・ムブグア ケニア (KEN)               |
| ライト級 （60kg）             | ヤン・シュチェパンスキー ポーランド (POL)     | ラズロ・オルバン ハンガリー (HUN)           | アルフォンソ・ペレス コロンビア (COL)           |
| ライトウェルター級 （63.5kg） | レイ・シールズ アメリカ合衆国 (USA)           | アンゲル・アンゲロフ ブルガリア (BUL)       | イザカ・ダボレ ニジェール (NIG)                 |
| ライトウェルター級 （63.5kg） | レイ・シールズ アメリカ合衆国 (USA)           | アンゲル・アンゲロフ ブルガリア (BUL)       | ズヴォニミール・ヴューイン ユーゴスラビア (YUG) |
| ウェルター級 （67kg）         | エミリオ・コレア キューバ (CUB)               | ヤノス・カイディ ハンガリー (HUN)           | ディック・ムルンガ ケニア (KEN)                 |
| ウェルター級 （67kg）         | エミリオ・コレア キューバ (CUB)               | ヤノス・カイディ ハンガリー (HUN)           | ジェシー・バルデス アメリカ合衆国 (USA)         |
| ライトミドル級 （71kg）       | ディーテル・コティシュ 西ドイツ (FRG)         | ヴィエスラウ・ルドコウスキ ポーランド (POL) | アラン・ミンター イギリス (GBR)                 |
| ライトミドル級 （71kg）       | ディーテル・コティシュ 西ドイツ (FRG)         | ヴィエスラウ・ルドコウスキ ポーランド (POL) | ペーター・ティーポルト 東ドイツ (GDR)           |
| ミドル級 （75kg）             | ビャチェスラフ・レメチェフ ソビエト連邦 (URS) | ライマ・ビルタネン フィンランド (FIN)       | プリンス・アマーティ ガーナ (GHA)               |
| ミドル級 （75kg）             | ビャチェスラフ・レメチェフ ソビエト連邦 (URS) | ライマ・ビルタネン フィンランド (FIN)       | マービン・ジョンソン アメリカ合衆国 (USA)       |
| ライトヘビー級 （81kg）       | メート・パルロフ ユーゴスラビア (YUG)         | ヒルベルト・カリーロ キューバ (CUB)         | ヤーヌス・ゴルタット ポーランド (POL)           |
| ライトヘビー級 （81kg）       | メート・パルロフ ユーゴスラビア (YUG)         | ヒルベルト・カリーロ キューバ (CUB)         | イザーク・イコーリア ナイジェリア (NGR)         |
| ヘビー級 （81kg超）           | テオフィロ・ステベンソン キューバ (CUB)       | イオン・アレクセ ルーマニア (ROM)           | ペーター・ハッシング 西ドイツ (FRG)             |
| ヘビー級 （81kg超）           | テオフィロ・ステベンソン キューバ (CUB)       | イオン・アレクセ ルーマニア (ROM)           | ハッセ・トムセン スウェーデン (SWE)             |

## 各国メダル数
| 順 | 国・地域             | 金 | 銀 | 銅 | 計 |
| -- | -------------------- | -- | -- | -- | -- |
| 1  | キューバ (CUB)       | 3  | 1  | 1  | 5  |
| 2  | ソビエト連邦 (URS)   | 2  | 0  | 0  | 2  |
| 3  | ハンガリー (HUN)     | 1  | 2  | 1  | 4  |
| 4  | ポーランド (POL)     | 1  | 1  | 2  | 4  |
| 5  | ブルガリア (BUL)     | 1  | 1  | 0  | 2  |
| 6  | アメリカ合衆国 (USA) | 1  | 0  | 3  | 4  |
| 7  | 西ドイツ (FRG)       | 1  | 0  | 1  | 2  |
| 7  | ユーゴスラビア (YUG) | 1  | 0  | 1  | 2  |
| 9  | ケニア (KEN)         | 0  | 1  | 2  | 3  |
| 10 | フィンランド (FIN)   | 0  | 1  | 0  | 1  |
| 10 | メキシコ (MEX)       | 0  | 1  | 0  | 1  |
| 10 | 北朝鮮 (PRK)         | 0  | 1  | 0  | 1  |
| 10 | ルーマニア (ROU)     | 0  | 1  | 0  | 1  |
| 10 | ウガンダ (UGA)       | 0  | 1  | 0  | 1  |
| 15 | イギリス (GBR)       | 0  | 0  | 3  | 3  |
| 16 | コロンビア (COL)     | 0  | 0  | 2  | 2  |
| 17 | 東ドイツ (GDR)       | 0  | 0  | 1  | 1  |
| 17 | ガーナ (GHA)         | 0  | 0  | 1  | 1  |
| 17 | ニジェール (NIG)     | 0  | 0  | 1  | 1  |
| 17 | ナイジェリア (NGR)   | 0  | 0  | 1  | 1  |
| 17 | スペイン (ESP)       | 0  | 0  | 1  | 1  |
| 17 | スウェーデン (SWE)   | 0  | 0  | 1  | 1  |